# Equivalència lògica
En lògica i matemàtiques, enunciats {\displaystyle p} i {\displaystyle q} es diu que són lògicament equivalents si són demostrables entre si sota un conjunt d’axiomes, o tenen el mateix valor de veritat en tots els models. L'equivalència lògica de {\displaystyle p} i {\displaystyle q} de vegades s'expressa com {\displaystyle p\equiv q}, {\displaystyle p::q}, {\displaystyle {\textsf {E}}pq}, o {\displaystyle p\iff q}, en funció de la notació que s'utilitzi. No obstant això, aquests símbols també s'utilitzen per a l'equivalència material, de manera que la interpretació adequada dependria del context. L'equivalència lògica és diferent de l'equivalència material, tot i que els dos conceptes estan intrínsecament relacionats.

## Equivalències lògiques
En lògica, existeixen moltes equivalències lògiques comunes i sovint es llisten com a lleis o propietats. Les següents taules il·lustren algunes d’aquestes.

### Equivalències lògiques generals[3]
| {\displaystyle p\wedge \top \equiv p} {\displaystyle p\vee \bot \equiv p}                                                             | Lleis d’identitat                 |
| {\displaystyle p\vee \top \equiv \top } {\displaystyle p\wedge \bot \equiv \bot }                                                     | Lleis de dominació                |
| {\displaystyle p\vee p\equiv p} {\displaystyle p\wedge p\equiv p}                                                                     | Lleis idempotents o de tautologia |
| {\displaystyle \neg (\neg p)\equiv p}                                                                                                 | Llei de doble negació             |
| {\displaystyle p\vee q\equiv q\vee p} {\displaystyle p\wedge q\equiv q\wedge p}                                                       | Lleis commutatives                |
| {\displaystyle (p\vee q)\vee r\equiv p\vee (q\vee r)} {\displaystyle (p\wedge q)\wedge r\equiv p\wedge (q\wedge r)}                   | Lleis associatius                 |
| {\displaystyle p\vee (q\wedge r)\equiv (p\vee q)\wedge (p\vee r)} {\displaystyle p\wedge (q\vee r)\equiv (p\wedge q)\vee (p\wedge r)} | Lleis distributives               |
| {\displaystyle \neg (p\wedge q)\equiv \neg p\vee \neg q} {\displaystyle \neg (p\vee q)\equiv \neg p\wedge \neg q}                     | Lleis de De Morgan                |
| {\displaystyle p\vee (p\wedge q)\equiv p} {\displaystyle p\wedge (p\vee q)\equiv p}                                                   | Lleis d’absorció                  |
| {\displaystyle p\vee \neg p\equiv \top } {\displaystyle p\wedge \neg p\equiv \bot }                                                   | Lleis de negació                  |

### Equivalències lògiques que impliquen enunciats condicionals
1. {\displaystyle p\implies q\equiv \neg p\vee q}
2. {\displaystyle p\implies q\equiv \neg q\implies \neg p}
3. {\displaystyle p\vee q\equiv \neg p\implies q}
4. {\displaystyle p\wedge q\equiv \neg (p\implies \neg q)}
5. {\displaystyle \neg (p\implies q)\equiv p\wedge \neg q}
6. {\displaystyle (p\implies q)\wedge (p\implies r)\equiv p\implies (q\wedge r)}
7. {\displaystyle (p\implies q)\vee (p\implies r)\equiv p\implies (q\vee r)}
8. {\displaystyle (p\implies r)\wedge (q\implies r)\equiv (p\vee q)\implies r}
9. {\displaystyle (p\implies r)\vee (q\implies r)\equiv (p\wedge q)\implies r}

### Equivalències lògiques que impliquen bicondicionals
1. {\displaystyle p\iff q\equiv (p\implies q)\wedge (q\implies p)}
2. {\displaystyle p\iff q\equiv \neg p\iff \neg q}
3. {\displaystyle p\iff q\equiv (p\wedge q)\vee (\neg p\wedge \neg q)}
4. {\displaystyle \neg (p\iff q)\equiv p\iff \neg q}

## Exemples

### En lògica
Les següents afirmacions són lògicament equivalents:
1. Si Lisa és a Dinamarca, llavors és a Europa (una declaració del formulari {\displaystyle d\implies e}).
2. Si Lisa no és a Europa, llavors no és a Dinamarca (una declaració del formulari {\displaystyle \neg e\implies \neg d}).

Sintàcticament, (1) i (2) són derivables entre si mitjançant les regles de contraposició i doble negació. Semànticament, (1) i (2) són certes exactament en els mateixos models (interpretacions, valoracions); és a dir, aquells en què Lisa és a Dinamarca és falsa o Lisa és a Europa és cert.
(Cal tenir en compte que en aquest exemple, se suposa la lògica clàssica. Algunes lògiques no clàssiques no consideren que (1) i (2) siguin lògicament equivalents.)

### En matemàtiques
En matemàtiques, dos enunciats {\displaystyle p} i {\displaystyle q} Se sol dir que són lògicament equivalents, si es poden demostrar entre si donant un conjunt d’axiomes i pressupòsits. Per exemple, la declaració " {\displaystyle n} és divisible per 6 "es pot considerar equivalent a l'enunciat" {\displaystyle n} és divisible per 2 i 3 ", ja que es pot demostrar el primer a partir del segon (i viceversa) utilitzant alguns coneixements de la teoria bàsica de números.

## Relació amb l'equivalència material
L'equivalència lògica és diferent de l'equivalència material. Fórmules {\displaystyle p} i {\displaystyle q} són lògicament equivalents si i només si l'enunciat de la seva equivalència material ({\displaystyle p\iff q}) és una tautologia.
L'equivalència material de {\displaystyle p} i {\displaystyle q} (sovint escrit com {\displaystyle p\leftrightarrow q}) és en si mateixa una altra afirmació en el mateix llenguatge objecte que {\displaystyle p} i {\displaystyle q}. Aquesta afirmació expressa la idea "' {\displaystyle p} si i només si {\displaystyle q} '". En particular, el valor de veritat de {\displaystyle p\leftrightarrow q} pot canviar d’un model a un altre.
D'altra banda, l'afirmació que dues fórmules són lògicament equivalents és una afirmació en metallenguatge, que expressa una relació entre dues afirmacions {\displaystyle p} i {\displaystyle q}. Les afirmacions són lògicament equivalents si, en cada model, tenen el mateix valor de veritat.